# Влахинска българска община
Влахинската българска община е гражданско-църковно сдружение на българите екзархисти, създадено в пиринското село Влахи, тогава в Османската империя, непосредствено след Кримската война (1853 – 1856).

## История
Влахинската българска община е създадена по инициатива на търговско-занаятчийското съсловие във Влахи веднага след Кримската война. В 60-те години на XIX век в ръководството на общината влизат местни влиятелни фигури и селски първенци, сред дкоито са Георги Илиев, Стойко Харизанов, хаджи Стоянчо Руйчев, Андрей Хаджидимитров, хаджи Димитър Анастасов, Никола Атанасов, поп Стоян, Иван Ангелов, Лазар Костов, хаджи Михаил Попфилипов и други. Общината полага големи грижи за светското учебно дело във Влахинско.
От 1856 до 1866 година в килийното училище при църквата „Свети Илия“ във Влахи, преподава Михаил Попфилипов, който превръща училището в новобългарско. Така в 1866 година отваря в селото първото новобългарско училище в Мелнишко. Построена е нова училищна сграда със средства от общината. Влахинската община търси съдействие от Рилския манастир и от руския консул в Солун за уредбата на училището. В 1867 година Влахинската българска община начело с поп Стойко Харизанов пише до руския консул Александър Лаговски в Солун молба за църковни книги, одежди и посуда, учебни пособия, глобус и географски карти:
| „ | Ные отдолоподписани-ты жители, отъ окружiе Мелничко, отъ село Влахы, смиреннiй раби, Вашего благородiя, като имаме голѣмо желанiе за просвѣщенiе-то на чада-та си, потрудихме се та си соградихме църквѫ и училище, които още не сме си доплатили; пакъ си немаме мещичко сирѣч нито една потреба, нито въ црьква-та, нито во училището и спорядъ сегашното состоѧнiе не ще можемъ скору да ги придобiемъ, защото сме натоварени съ тѧжки даноци, и земята нi е дива и безплодна, та неможемъ да ся прехранимъ и исплатимъ, камо ли да си купимъ нѣчто потрѣбно за оучилище и за црьквата. | “ |

Освен във Влахи, общината подпомага учебното дело и в съседните села. По време на Кресненско-Разложкото въстание тя помага на щаба на въстанието, който се разполага във Влахи. След въстанието селото е опустошено - от 300 къщи оцеляват 80 заедно с църквата и училището, което е единственото оцеляло от 15-те български училища в Мелнишко. В него учат деца от Кресна, Ощава, Горна Крушица, Кърпелево, Цапарево, Палат, Врабча, Свети Врач, Горни и Долни Орман и Горно и Долно Драглище. През август 1880 година серският силогос се опитва да изпрати във Влахи гръцки учител, но населението го отхвърля и се обръща към българското просветно министерство за учител, като едновременно моли и Екзархията да помогне за построяване на училище и наемане на учител, за да може да се противодейства на гръцката пропаганда.
На 24 март 1882 година вестник „Курие д'Ориан“ пише, че в 11 селища, между които и Влахи, мелнишкият мютесариф е затворил училищата, а учителят и свещеник във Влахи поп Андон е затворен в Мелник.
След като селото остава в България след Балканската война, дейностите на Влахинската българска община се поемат от новата общинска управа като орган на държавната власт.